# 天妃前饅頭
天妃前饅頭（てんぴぬめーまんじゅう）は、沖縄県の菓子。

## 由来
現在の那覇市久米にあった中国伝来の海の女神の社である天妃宮の前で売られていたことから、その名が付いた。戦前の「天妃前饅頭」は様々な種類があったが、戦後はこのうちの一つである「ペーチン屋」の饅頭およびその類似品が「天妃前饅頭」と呼ばれている。

## 製法
材料ははったい粉（麦こがし）、黒砂糖、小麦粉である。はったい粉と黒砂糖をブレンドして練り上げた餡（ユーヌク）を薄い小麦の皮で包み、サンニンの葉を下に敷いて蒸す。サンニンの葉の香とはったい粉の香とが溶け合って良い風味を出す。扁平な形に餡が透けて見える独自の形で、冷めても固くならない。
かつては糸芭蕉の葉（ウーンガサ）で蒸していた。祭りの供え物に用いられる事が多い。

## 販売
那覇市を中心とした沖縄本島のスーパーや菓子店等で販売されている。中でも有名なのが那覇市泉崎にある「ペーチン屋」で、同店の天妃前饅頭は首里の「山城饅頭」「のーまんじゅう」とともに「那覇3大饅頭（もしくは沖縄3大饅頭）」の一つに数えられている。